# Wilhelm Sponneck
Wilhelm Carl Eppingen Sponneck (ur. 16 lutego 1815 w Ringkøbing, zm. 29 lutego 1888 w Kopenhadze) – duński mąż stanu, ekonomista, minister finansów Danii w latach 1848–1854, doradca króla Grecji Jerzego I w latach 1863–1865.

## Życiorys
Pochodził z rodziny wywodzącej się ze Śląska. 
W roku 1832 ukończył Akademię w Sorø w Zelandii. W 1832 podjął studia prawa, które ukończył w 1836. Następnie zasiadał w zarządzie celnym i w izbie handlowej. W 1840 wydał opasłe dzieło pt. „O komorach celnych w Danii”.
W 1848 król Fryderyk VII mianował go członkiem Zgromadzenia Konstytucyjnego. W tym samym roku został powołany na stanowisko ministra finansów, które piastował w pięciu kolejnych gabinetach i "na tem stanowisku ważne krajowi oddał usługi, lubo większość narodu upatrywała w jego postępowaniu dążności reakcyjne", jak czytamy w XIX-wiecznej Encyklopedii Orgelbranda. Odegrał znaczną rolę polityczną w wojnie szlezwicko-holsztyńskiej, konflikcie w południowej Danii, którego przedmiotem była przynależność państwowa księstw Szlezwiku i Holsztynu, położonych u nasady Jutlandii.
Jego misje dyplomatycznie bacznie śledziła XIX-wieczna polska prasa. Na przykład warszawska „Gazeta Codzienna” donosiła polskiej opinii publicznej w korespondencji z Kopenhagi z dnia 12 stycznia 1851, że „Minister skarbu, hrabia Sponneck, odpłynął dziś popołudniu parostatkiem do Berlina, Drezna i Wiednia z nadzwyczajną missyą dyplomatyczną”, a 23 lutego 1851 r. ta sama warszawska gazeta pisała o „szczęśliwym rezultacie missyi hrabiego Sponnecka”, który „miał wystawić rządowi austryackiemu, jak ważnem jest nie tylko dla samodzielności Danii, ale i dla stanowiska obu wielkich mocarstw i dla równowagi europejskiej, aby połączenie Holsztynu ze Szlezwikiem do skutku nie przyszło.”
W 1850 Sponneck zniósł cła między Danią i Szlezwikiem. W latach 1850–51 próbował wprowadzić podatek dochodowy, ale duński parlament odrzucił jego propozycję. W 1851 wprowadził pierwsze znaczki pocztowe w Danii. W 1853 parlament duński odrzucił jego propozycję zniesienia granicy celnej między Danią i Szlezwikiem z jednej i Holsztynem z drugiej strony. Sponneck mimo to zniósł cła, powołując się na prerogatywy króla duńskiego w księstwach Szlezwiku i Holsztynu. 
W 1863 towarzyszył 17-letniemu księciu Wilhelmowi duńskiemu w podróży do Grecji, gdzie Wilhelm został właśnie wybrany królem (jako Jerzy I Grecki). Następnie przez dwa lata pozostał w Atenach jako doradca młodego monarchy. 
Wpływy Sponnecka na politykę Grecji stały się wkrótce tak wielkie, że rząd grecki zaczął patrzeć na niego krzywym okiem. W korespondencji z Aten z początku stycznia 1865 „Gazeta Lwowska” donosiła, że ministrowie greccy „nalegają na króla ze wszystkich stron żeby oddalił hrabiego Sponecka; ale król Jerzy oświadczył, że nie rozłączy się z hrabią, albo z nim razem wyjedzie z kraju.”
Krytycznie o tej szarej eminencji polityki greckiej pisał w 1865 roku amerykański dziennik „The New York Times”: „Grecki król Jerzy zdaje się być wyznawcą aforyzmu że 'tam gdzie jest wielu doradców tam jest mądrość'. W innych państwach konstytucyjnych suweren zadowala się zazwyczaj jednym doradcą politycznym, jednak w Helladzie, jak widać, monarcha musi mieć ich dwu - admirała Kanarisa, premiera, oraz hrabiego Sponnecka [...]. Nie ma wątpliwości, że ten dwugłowy system jest szkodliwy i nienormalny. Obarcza całkowitą odpowiedzialnością admirała, ale całą władzę oddaje w ręce hrabiego”.
W następstwie nacisków król Jerzy w końcu ustąpił i w 1865 hrabia Sponneck powrócił do Danii. Jego nazwisko było później kilkakrotnie wymieniane jako kandydata do urzędu premiera Danii, jednak szefem rządu nigdy nie został (a propozycję stanowiska ministerialnego odrzucił). 
W 1868 został dyrektorem duńskiego Banku Narodowego. 
Zmarł w 1888 w Kopenhadze. 
Z małżeństwa z Antoinette Siegfriede Lowzow (1818–1883) pozostawił dwóch synów, Fryderyka i Jerzego, oraz córkę Elżbietę, ożenioną z duńskim profesorem Janem Pio, których córka Helena wyszła za mąż za polskiego ziemianina Kazimierza Ostaszewskiego.